# Vrchotovy Janovice
Vrchotovy Janovice jsou městys v okrese Benešov ve Středočeském kraji. Žije zde přibližně 1 100 obyvatel a katastrální území obce má rozlohu 2308 ha. Leží v členité a lesnaté oblasti na rozhraní Benešovské pahorkatiny a Votické vrchoviny. Krajina je díky tomu mírně zvlněná s nejvyšším bodem Ohraženka ležícím v 577 m n. m. Městysem protéká Janovický potok, který vzniká spojením dvou zdrojnic pod vrchem Ohraženka a vlévá se do Sázavy.
Ve vzdálenosti 11 km západně leží město Sedlčany, 14 km severovýchodně město Benešov, 23 km východně město Vlašim a 30 km jihozápadně město Milevsko.
V roce 1997 byla obec oceněna Bílou stuhou v anketě Vesnice roku za činnost pro děti a mládež.

## Historie
První zmínky o obci pocházejí už z roku 1224, kdy se město nazývalo Janovice po pánu Kunrátu z Janovic, který byl purkrabí na hradě Zvíkov a pocházel z rodu Janoviců. Téměř všichni členové tohoto rodu zastávali v letech 1234–1295 u královského dvora vysoké úřady. Další zprávy o tomto rodu nejsou dochované. Je známo, že po pánech z Janovic si majetek mezi sebe rozdělili synové Herbartovi a Peškovi. Mělnický kanovník Herbart nechal založit v janovickém kostele oltář sv. Václava, který byl v roce 1387 vysvěcen. Koncem téhož století patřily Janovice do vlastnictví rodiny Pešků, která ho s výjimkou kostela postupně rozprodávala. Až v roce 1433 se novým majitelem panství stal Bohuněk Vrchota z Vrchotic, který také dal Vrchotovým Janovicím jméno, které se dochovalo až do dnešních dnů. Kolem roku 1510 vlastnil Vrchotovy Janovice Jan, poslední syn z rodu. V 16. století bylo Vrchotovým Janovicím přiděleno hrdelní právo, vrchnost mohla vykonávat trest smrti i právo útrpné. Šibenice údajně stávala nad Kamenným rybníkem na návrší, kterému se proto přezdívalo Šibeniční vrch.
Dalšími majiteli byli postupně Vilém Osečanský z Osečan, Předbor z Radešína a Jan Postiborský z Vrtby. Kolem roku 1609 došlo k zásadnímu rozdělení majetku na Sezimu z Vrtby, který koupil zámek se vsí, polnosti i kostel. Sezima skupoval i okolní vsi (Kosovu Horu, Neznašov, Votice, Beztahov i Vojkov). Nakonec byl Sezima v roce 1624 povýšen do hraběcího stavu. Po jeho smrti se pánem na Vrchotových Janovicích stal nejmladší syn Ferdinand František Leopold. Během vlády rodu Vrtbů došlo k výstavbě kamenného mostu a malým opravám na zámku. Rod Vrtbů si držel majetek velmi dlouho a mezi další majitele patřili například František Arnošt starší z Vrtby, František Arnošt mladší, který nechal zámek přebudovat v barokním stylu a interiér doznal významných změn. Poslední z rodu Vrtbů vlastnil majetek Adam František z Vrtby.
Dalším majitelem byl František Josef hrabě z Mitrovic a jeho rodina držela majetek až do 2. poloviny 19. století. V roce 1879 prodala Františka – sestra Zikmunda Vademaiera – zámek a všechen majetek rytíři z Borutína Karlu Nádhernému, jehož rodina držela majetek až do vyvlastnění po druhé světové válce. Celkem se jednalo o téměř 550 ha pozemků, z toho 200 ha lesů. Rodina Nádherných byla povýšena do šlechtického stavu až v roce 1838, do té doby byla měšťanskou rodinou. Díky nemalým zásluhám byla nakonec v roce 1865 povýšena i do stavu rytířského. Karel Nádherný se někdy v roce 1883 oženil s Amélií Klein von Wisenberg a společně měli tři děti – syna Jana a dvojčata Karla a Sidonii. Když Karel v roce 1898 zemřel, s velkou pílí pečovala o majetek jeho žena Amélie a dočkala se z rukou císaře Františka Josefa I. povýšení do stavu svobodných pánů nejen pro sebe, ale také pro své tři děti.

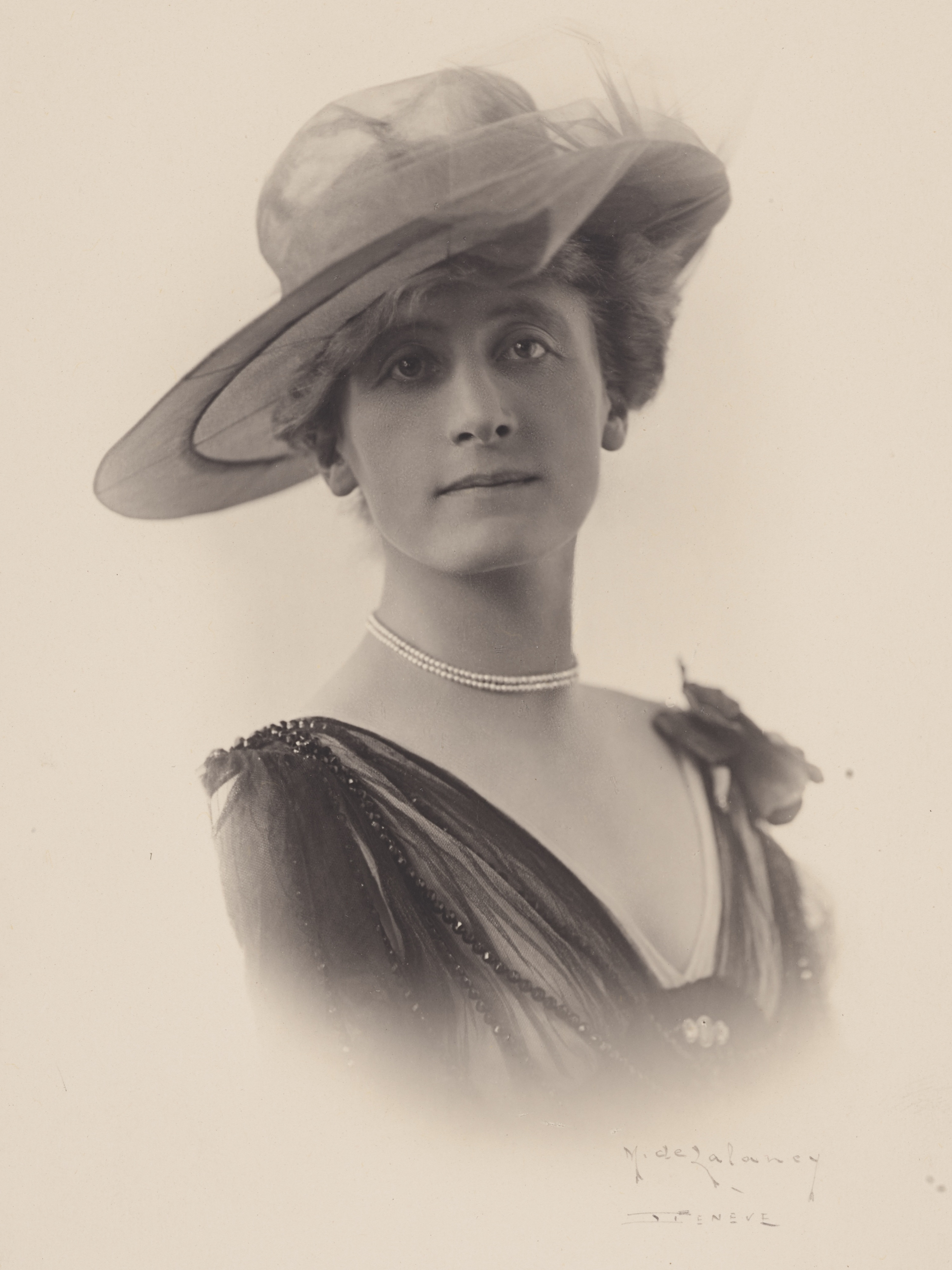
Sidonie Nádherná

Jan se věnoval studiu výtvarných umění i literatury. Karel po úspěšném studiu práv ve Štýrském Hradci, kde obdržel i doktorát, pracoval v soudní službě v Praze. Sidonie se neúnavně věnovala malířství, literatuře, hudbě a dokonce i velmi ráda cestovala a do Vrchotových Janovic nezřídka přiváděla zajímavé osobnosti z kulturního světa. Amélie Zemřela v roce 1910 a velmi záhy předčasně i oba synové – Jan (1913) a Karel (1931), a tak se Sidonie Nádherná stala poslední majitelkou Vrchotvých Janovic. V době druhé světové války byla zámek poprvé nucena opustit a podruhé v roce 1949, kdy komunistický režim zámek vyvlastnil. Sidonie byla donucena k emigraci do Anglie, kde v roce 1950 zemřela. Za svůj pravý a jediný domov Sidonie považovala Vrchotovy Janovice. Teprve až v roce 1999 byly její ostatky pohřbeny v janovickém parku.
V roce 1872 začal v Janovicích fungovat telegrafní úřad, pošta i četnická stanice. V průběhu první světové války přicházeli do obce váleční zajatci, kteří byli nuceni pracovat na polnostech a pomáhat hospodářům i s kácením dřeva v okolních lesích. Po válce vznikl v Janovicích spolek usilující o výstavbu pomníku padlým hrdinům první světové války, který byl nakonec 29. října 1922 odhalen. Podle dochované kroniky z roku 1922, byl prvním starostou města MUDr. Josef Škvára. Po roce 1926 dochází k výstavbě tělocvičny pro jednotu Sokol a započala elektrifikace obce. V roce 1930 měla obec 184 popisných čísel a 1081 obyvatel. Rozloha obce a panství čítala celých 1319 hektarů. V roce 1932 došlo k zahájení promítání v místním biografu.
Po okupaci vyšla v roce 1942 vyhláška nařizující vystěhování obyvatel z obce za účelem vytvoření německého vojenského cvičiště. Byla zřízena pobočka benešovské německé četnické stanice, která měla dohlížet nad vystěhovalci. Němečtí okupanti měli v plánu vytvořit zde velké cvičiště německých vojsk, které měl pojmout až 20 000 vojáků. Vystěhování Vrchotových Janovic se odehrálo v dubnu 1944 v rámci poslední z pěti etap vysídlení Benešovska, Neveklovska a Sedlčanska). Z Bukovan sem byla přemístěna protitanková škola SS s názvem SS-Panzerjäger (Sturmgeschütz-) Schule Janowitz.

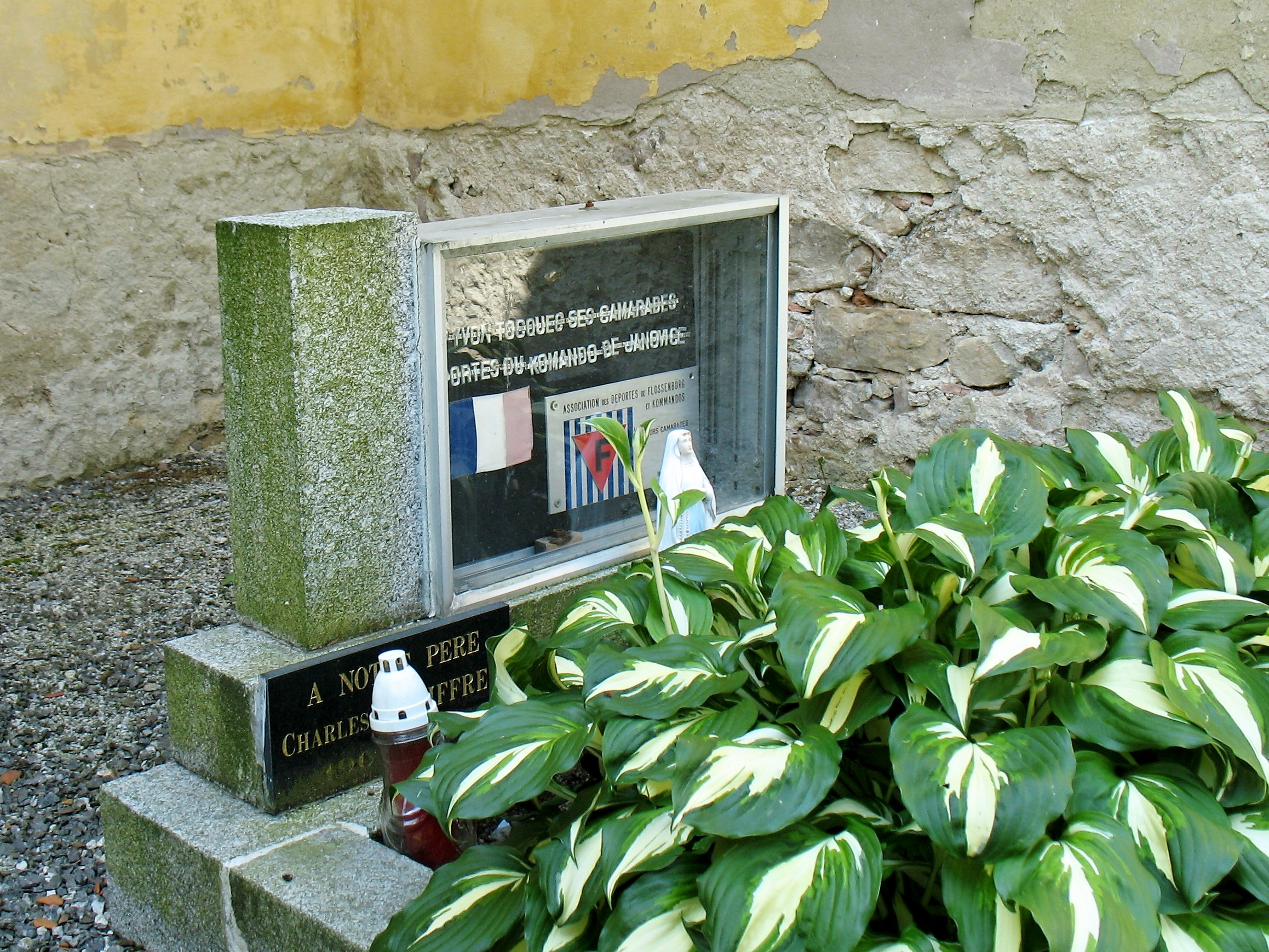
Pomník francouzským vězňům z janovické pobočky koncentračního tábora Flossenbürg, umístěný na hřbitově u kostela sv. Martina

V době německé okupace byla ve Vrchotových Janovicích zřízena jedna z poboček koncentračního tábora Flossenbürg. Zpočátku sem byli umisťováni lidé, kteří uprchli z totálního nasazení v Říši nebo osoby „nečistého“ původu – manželé Židovek a potomci ze smíšených manželství. Od července 1944 k nim přibyli i političtí vězni. Do tábora v Janovicích byli cíleně přiváženi vězni, pocházející ze vzdálenějších částí Evropy – Rusové, Nizozemci, Belgičané, Italové, Španělé nebo Francouzi. Pracovali na výstavbě tábora, budování nových hal a objektů SS a v dílnách, zařízených na opravy tanků. V prvním období byli mrtví vězni odváženi ke spalování do Prahy, později byli pohřbíváni u zdi zámeckého parku ve Vrchotových Janovicích. Na hřbitově u kostela sv. Martina v centru Vrchotových Janovic se nachází hrob francouzských vězňů a pamětní deska. Počátkem května 1945 bylo zbylých osm desítek vězňů odvedeno z Janovic na nádraží v Olbramovicích, kde byli naloženi do transportního vlaku, převážejícího vězně z Terezína, Osvětimi a Prahy. Tento transport byl osvobozen 8. května 1945 u jihočeské Kaplice. Uvádí se, že do konce druhé světové války janovickým koncentračním táborem postupně prošlo na 3000 lidí. V roce 1982 byl v místě bývalého koncentračního tábora poblíž Nového rybníka u severozápadního okraje Janovic těmto obětem odhalen památník. Když v květnu 1945 němečtí vojáci opustili Janovice, zanechali zde vše, na čem pracovali – zásoby, zařízení dílen na opravu tanků, střelivo i funkční granáty. V roce 1945 vydal prezident Dr. Edvard Beneš dekret, ve kterém se všichni vysídlení obyvatelé mohli vrátit do svých domovů a byli odškodněni na majetku.
Od 22. června 2007 byl obci vrácen status městyse.

### Územněsprávní začlenění
Dějiny územněsprávního začleňování zahrnují období od roku 1850 do současnosti. V chronologickém přehledu je uvedena územně administrativní příslušnost obce v roce, kdy ke změně došlo:
- 1850 země česká, kraj České Budějovice, politický okres Benešov, soudní okres Vlašim[5]
- 1855 země česká, kraj Tábor, soudní okres Vlašim
- 1868 země česká, politický okres Benešov, soudní okres Vlašim
- 1937 země česká, politický i soudní okres Vlašim[6]
- 1939 země česká, Oberlandrat Německý Brod, politický i soudní okres Vlašim[7]
- 1942 země česká, Oberlandrat Praha, politický okres Benešov, soudní okres Vlašim[8]
- 1945 země česká, správní i soudní okres Vlašim[9]
- 1949 Pražský kraj, okres Vlašim[10]
- 1960 Středočeský kraj, okres Benešov
- 2003 Středočeský kraj, okres Benešov, obec s rozšířenou působností Votice

### Rok 1932
V městysi Vrchotovy Janovice (přísl. Braštice, Janovice, Mrvice, Velká Lhota, 1028 obyvatel, poštovní úřad, telegrafní úřad, četnická stanice, katol. kostel) byly v roce 1932 evidovány tyto živnosti a obchody: lékař, 2 cihelny, holič, 5 hostinců, 2 koláři, 2 kováři, krejčí, družstevní lihovar, 2 mlýny, obchod s obuví Baťa, 2 obuvníci, pekař, 2 rolníci, 3 řezníci, sedlář, 6 obchodů se smíšeným zbožím, Spořitelní a záložní spolek pro Vrchotovy Janovice, sklad šicích strojů, švadlena, 3 trafiky, 2 truhláři, 2 velkostatky.
V obci Šebaňovice (přísl. Sedlečko, Strnadice, 387 obyvatel, samostatná obec se později stala součástí obce Vrchotovy Janovice) byly v roce 1932 evidovány tyto živnosti a obchody: 3 hostince, kamenický závod, kovář, krejčí, obuvník, 3 rolníci, řezník, 2 obchody se smíšeným zbožím, trafika.

## Členění městyse
Vrchotovy Janovice se dělí na deset částí, které leží na čtyřech katastrálních územích:
- Vrchotovy Janovice – části Vrchotovy Janovice, Braštice, Mrvice a Velká Lhota
- Manělovice – části Manělovice a Libohošť
- Rudoltice u Vrchotových Janovic – části Rudoltice a Hůrka
- Šebáňovice – části Šebáňovice a Sedlečko

## Fauna a flóra
Vrchotovy Janovice z hlediska vegetace spadají do oblasti středoevropské flóry – listnatý opadavý až smíšený les. Mezi chráněné druhy rostlin, které se v obci vyskytují, patří jalovec obecný, některé druhy plavuní, kosatec žlutý, prvosenka jarní, vstavače, ďáblík bahenní, vemeník dvoulistý a mnoho dalších. Pozornost je věnována také úpravám v zámeckém parku.
Z fauny stojí především za povšimnutí 230 druhů ptactva, například čáp bílý i černý, pilich, výr velký a ledňáček říční. V okolních lesích se také často objevují stáda muflonů nebo kolonie žab, především skokanů a kuněk.

## Pamětihodnosti

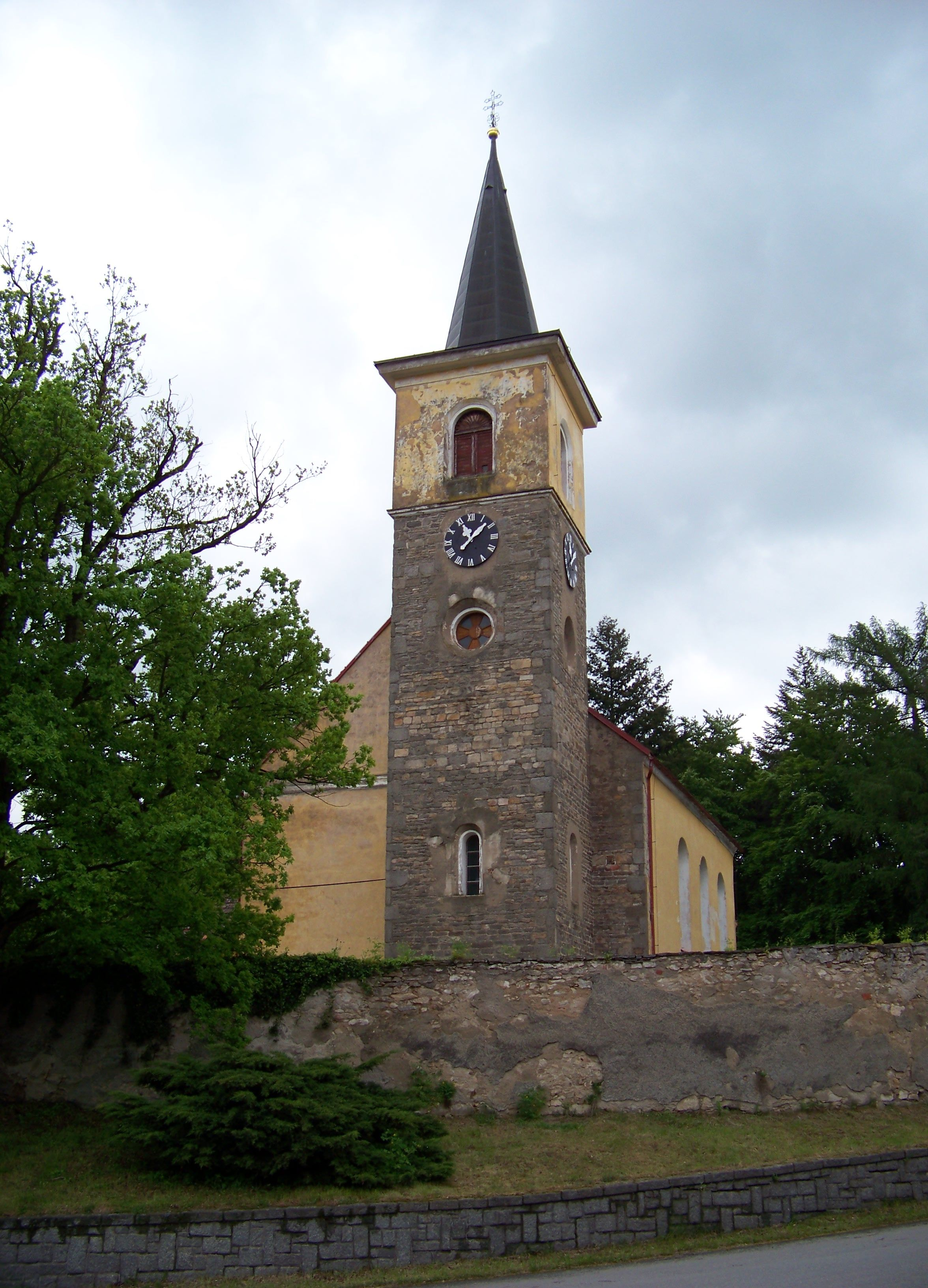
Kostel svatého Martina

### Kostel sv. Martina
Kostel svatého Martina vznikl pravděpodobně někdy na konci 12. století v románském období. Kostel se dočkal gotické přestavby ve 14. století, ze kterého se zachoval jen jihozápadní roh lodi a zděná hranolovitá věž v průčelí. V roce 1929 na oslavu 1000. výročí mučednické smrti sv. Václava byl kostel vymalován. Ke kostelu náleží i místní hřbitov s nemálo zajímavými hroby.

### Zámek Vrchotovy Janovice
Na jižní straně bývalého janovického hradu kdysi stával pivovar, který dovážel pivo do kláštera sv. Františka ve Voticích. Na jeho místě dnes stojí hospodářská budova. Za zmínku také stojí, že v obci stávalo několik mlýnů – Na zrcadle, Kamenný (nejdéle sloužící, byl uzavřen krátce po skončení druhé světové války) nebo Zárybničí. Nejstarším mlýnem, který voda v Janovickém potoce poháněla, byl Hůrecký mlýn, o kterém jsou zmínky již z počátku 17. století.

### Obecní dům
Bývalá kaple sv. Máří Magdalény byla ve 2. polovině 18. století přestavěna na budovu fary a na jejím místě ve 20. století byl vystavěn tzv. Obecní dům (při výstavbě byly nalezeny gotické kachle).

## Doprava
Dopravní síť
- Pozemní komunikace – Okolo městyse probíhá silnice I/18 Olbramovice - Sedlčany - Příbram.
- Železnice – Městys protíná železniční trať 223 Olbramovice - Sedlčany. Je to jednokolejná regionální trať, doprava byla zahájena roku 1894.

Veřejná doprava 2012
- Autobusová doprava – Městysem projížděly autobusové linky do těchto cílů: Benešov, Heřmaničky, Křečovice, Neveklov, Příbram, Sedlčany.
- Železniční doprava – Po trati 223 jezdilo v pracovních dnech 15 osobních vlaků, o víkendu 8 osobních vlaků.

## Turistika
- Cyklistika – Městysem vede cyklotrasa č. 0095 Olbramovice - Vrchotovy Janovice - Sedlečko.
- Pěší turistika – Městysem vede turistická trasa  Olbramovice - Vrchotovy Janovice - Šebáňovice - Zálesí.

## Galerie

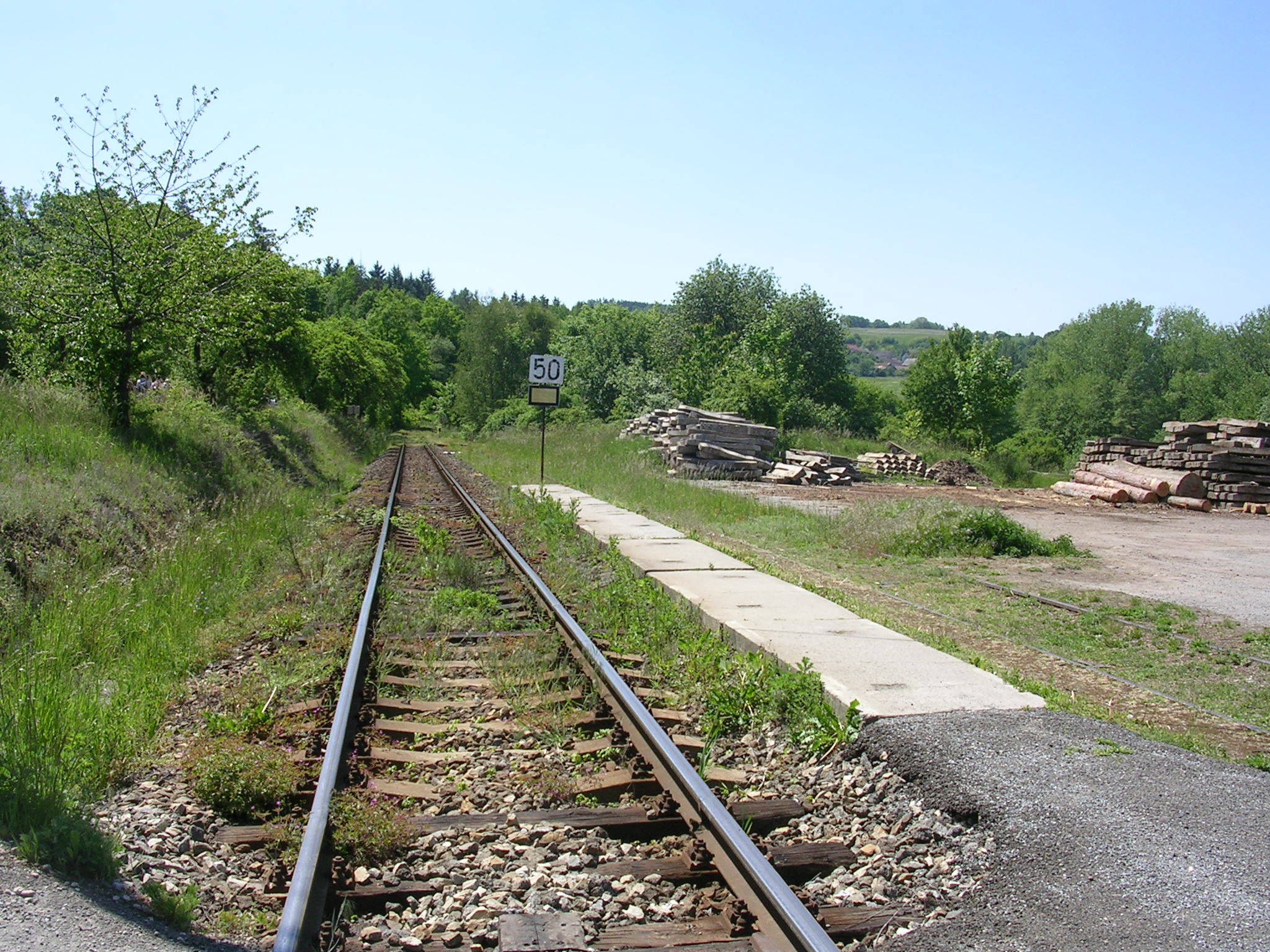
Železniční zastávka Vrchotovy Janovice na trati 223 Olbramovice–Sedlčany
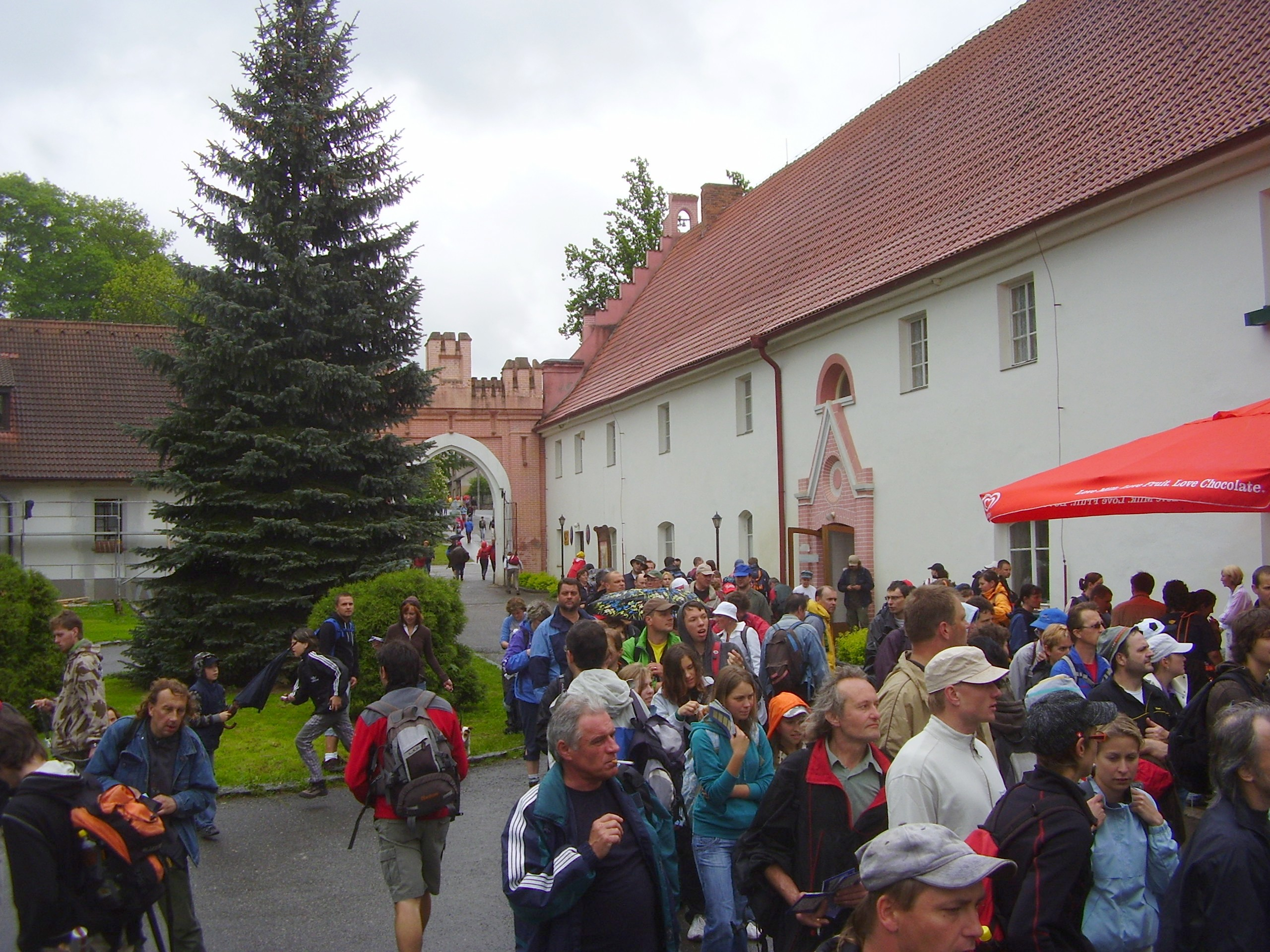
Nádvoří zámeckého areálu během pochodu Praha–Prčice
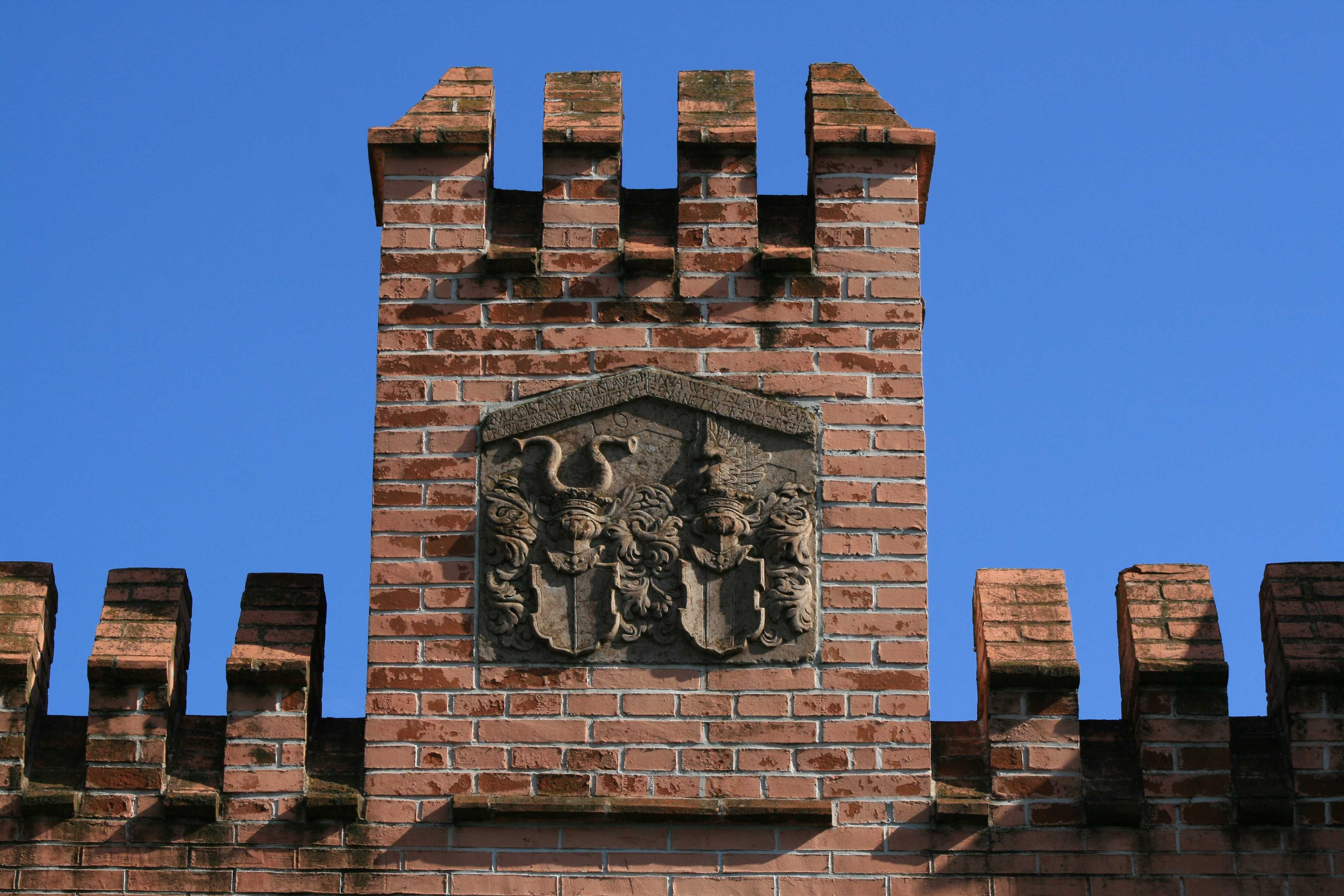
Erb na zámku ve Vrchotových Janovicích
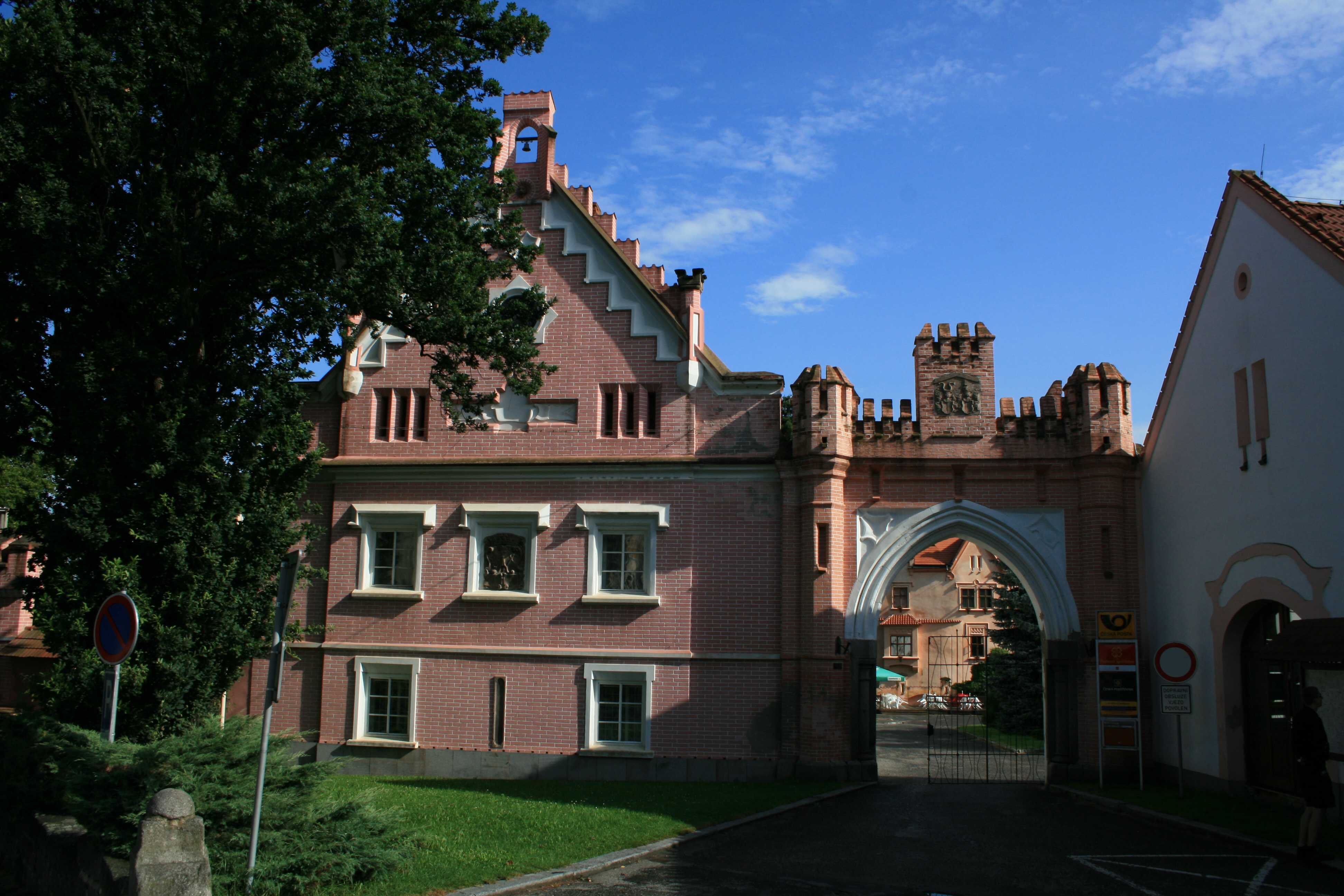
Vstupní portál do zámku Vrchotovy Janovice